# Бен Маєр
Бен Маєр  (англ. Ben Maher, 30 січня 1983) — британський вершник, триразовий олімпійський чемпіон.

## Виступи на Олімпіадах
| Олімпіада   | Дисципліна       | Місце  |
| ----------- | ---------------- | ------ |
| Пекін 2008  | конкур, особисті | 20     |
| Пекін 2008  | конкур, командні | 5      |
| Лондон 2012 | конкур, особисті | 9      |
| Лондон 2012 | конкур, командні | Золото |
| Ріо 2016    | конкур, особисті | 25     |
| Ріо 2016    | конкур, командні | 12     |
| Токіо 2020  | конкур, особисті | Золото |
| Токіо 2020  | конкур, командні | 10     |
| Париж 2024  | конкур, особисті | 9      |
| Париж 2024  | конкур, командні | Золото |